# Orcaella heinsohni
Orcaella heinsohni är en art i familjen delfiner som beskrevs för första gången så sent som år 2005 och den är nära släkt med Irrawadidelfinen.
Att hitta en ny däggdjursart är sällsynt och denna delfin är den första nya delfinart som har hittats på 56 år. Två forskare vid James Cook-universitetet, Isabel Beasley och Peter Arnold hade tagit DNA-prover på en grupp delfiner utanför Townsville i Australien och det visade sig att de tillhörde olika arter.
Delfinen döptes efter en australiensk forskare som arbetat med delfiner på 60- och 70-talen, George Heinsohn.

## Utseende
Den påminner mycket om Irrawaddidelfinen men den är trefärgad, har en annorlunda skalle och simfenor. Delfinen är trefärgad, upptill är den mörk, på sidorna ljusbrun och den har vit mage. Pannan är rundad, vilket är ovanligt hos delfiner i Australien och sedan finns en liten kort ryggfena, som har gett arten det engelska namnet "Snubfin". Hanar är med en kroppslängd (inklusive svans) upp till 2,7 m större än honor som når 2,2 m. Hanar kan maximalt väga 130 kg.

## Utbredning
Man tror att deras utbredningsområde är ifrån Australien till Papua Nya Guinea och man antar att deras antal inte är stort.

## Ekologi
Individerna vistas ofta nära kustlinjen där vattnet är bara 10 meter djupt. De bildar mindre flockar och är ganska skygga. När de känner sig hotade kan de dyka längre tider. Födan utgörs av fiskar, bläckfiskar och kräftdjur.